# Suarius
Suarius is een geslacht van insecten uit de familie van de gaasvliegen (Chrysopidae), die tot de orde netvleugeligen (Neuroptera) behoort.

## Soorten
- S. afghanus (Hölzel, 1967)
- S. alisteri (Navás, 1914)
- S. caviceps (McLachlan, 1898)
- S. celsus C.-k. Yang et al., 1999
- S. fedtschenkoi (McLachlan in Fedchenko, 1875)
- S. gobiensis (Tjeder, 1936)
- S. hainanus X.-k. Yang & C.-k. Yang, 1991
- S. hamulatus X.-k. Yang & C.-k. Yang, 1991
- S. helanus (X.-k. Yang, 1993)
- S. huashanensis C.-k. Yang & X.-k. Yang, 1989
- S. iberiensis Hölzel, 1974
- S. iranensis Hölzel, 1974
- S. maroccanus Hölzel, 1965
- S. mongolicus (Tjeder, 1936)
- S. nanchanicus (Navás, 1927)
- S. nanus (McLachlan, 1893)
- S. paghmanus (Hölzel, 1967)
- S. pallidus Hölzel, 1978
- S. posticus (Navás, 1936)
- S. pygmaeus (Navás, 1930)
- S. ressli Hölzel, 1974
- S. sphenochilus X.-k. Yang & C.-k. Yang, 1991
- S. storeyi (Navás, 1926)
- S. tigridis (Morton, 1921)
- S. trilineatus X.-k. Yang, 1991
- S. vanensis (Hölzel, 1967)
- S. vartianae (Hölzel, 1967)
- S. walsinghami Navás, 1914
- S. yasumatsui (Kuwayama, 1962)